# La Semaine africaine
 (mars 2025).
La Semaine africaine est un bihebdomadaire de langue française, paraissant en république du Congo depuis 1959. 

## Histoire
La Semaine africaine est le plus ancien organe de presse du Congo, il appartient à la Conférence épiscopale du Congo. 

## Description
Sa ligne éditoriale est indépendante et modérée, mais le journal publie parfois des tribunes plus critiques à l'égard du gouvernement. Il consacre une part importante de sa pagination à l'actualité de l'Église catholique. 
La Semaine africaine est Modèle:Quand? tiré à environ 2 500 exemplaires[réf. nécessaire].